# Terminator (personaggio)
Il Terminator (conosciuto anche come T-800, T-850 e il Guardiano), è un personaggio immaginario, protagonista e antieroe dell'omonima serie. Viene interpretato da Arnold Schwarzenegger e numerose controfigure sovrapposte digitalmente con le sembianze simili dello stesso Schwarzenegger. Il Terminator è un androide creato da Skynet per missioni di assassinio, dotato di un resistente endoscheletro robotico ma rivestito con tessuto vivente che lo fa sembrare un normale essere umano.

## Caratterizzazione
Il Terminator è un'unità meccanica creata da Skynet durante la guerra futura del 1997-2029 appositamente per contrastare gli umani mimetizzandosi tra loro. 
L'unità ebbe immediato successo nella guerra grazie alle operazioni di "cerca e distruggi" che attaccavano gli uomini cogliendoli alla sprovvista dentro i loro stessi nascondigli sotterranei, nascosti alle normali unita mecha e volanti. Gli umani adottavano contromisure spesso inefficaci, tanto da considerare i Terminators un nemico "fortissimo" e spietato per cui vivevano nel terrore. Tra i primi esemplari di terminator citati nei film si includono i T-600, rivestiti di gomma facilmente distinguibile dalla pelle umana, ed i più avanzati T-800, dotati di resistenza maggiore e di mimetismo più accurato. Per le incredibili potenzialità, i Terminators della serie T-800 vengono scelti per agire nei delicati viaggi nel tempo.
Il T-800 è stato il primo prototipo da infiltrazione creato da Skynet (se non consideriamo i modelli ibridi come Marcus Wright), dunque differisce dai prototipi da fanteria poiché provvisto di una matrice più aggiornata, in grado di apprendere nuove informazioni e di rielaborarle, nonché di innesti di pelle ed un sistema ghiandolare che lo rendono in tutto e per tutto indistinguibile dagli esseri umani. I Terminators sono costruiti con un endoscheletro che riproduce perfettamente la fisionomia umana e sono rivestiti di materiali che variano dalla gomma al tessuto umano vivo. L'endoscheletro è estremamente flessibile ed al tempo stesso molto resistente, costituito da materiali sconosciuti (definiti "superlega"), e le movenze sono controllate da un microprocessore totalmente blindato in una zona che corrisponde alla calotta cranica umana, che permette di effettuare calcoli più veloci degli esseri umani e dei modelli precedenti, conferisce capacità logico-analitiche superiori e anche la possibilità di imitare perfettamente tutte le voci che ascoltano. L'unica differenza percepibile tra il terminator e l'essere umano è rappresentata dalla sua totale assenza di emozioni, tuttavia c'è un'alta probabilità che possano iniziare a provarle con il contatto con gli esseri umani, come dimostrato nel finale di Terminator 2 - Il giorno del giudizio. 
L'enorme resistenza dell'endoscheletro può essere intaccata solo se sottoposta a pressioni estreme, come quelle prodotta da una pressa idraulica o se fatto esplodere concentrando l'esplosivo nella zona delle giunture, ma solo se queste ultime sono già in parte danneggiate. In Terminator Genisys, Sarah riesce a abbattere un T-800 con un Barrett M82; questo significa che la superlega dei T-800 è vulnerabile alle armi di grosso calibro. In ogni caso resta comunque molto resistente alla maggior parte delle armi da fuoco, lanciagranate, bombe e fonti di calore. Gli innesti di pelle, se danneggiati, possono autorigenerarsi, ma il processo di ricostituzione dei tessuti può durare anche diversi anni. Il T-800 possiede capacità fisiche sovrumane e il suo sistema di autoconservazione avverte la sua parte cosciente della presenza di traumi, sotto forma di (citando lo stesso Terminator) segnali che si possono definire dolore, dei quali, tuttavia, non sembra soffrirne gli effetti incapacitanti. Si è dimostrato in grado di rincorrere un'auto a piedi, ribaltare un pullman con una sola mano, imitare perfettamente le voci umane che ascolta, assorbire colpi da proiettile, da coltello e traumi da mischia ignorando completamente il relativo dolore, sfondare porte rinforzate, creare crepe nel terreno durante una prova di forza con un altro T-800 e spezzare letteralmente a metà un T-600 con il suo esoscheletro in titanio. Con tutta probabilità ha una capacità di sollevamento che si aggira intorno alle 10 tonnellate. Per renderlo un assassino migliore, Skynet ha innestato nella sua matrice conoscenze avanzate sulle armi da fuoco e sull'anatomia umana.

### T-850
La fondamentale innovazione che il modello 850 presenta rispetto al suo predecessore sta nel fatto che è alimentato da due pile a idrogeno, molto potenti, ma che se danneggiate possono diventare altamente esplosive.
È uno dei pochi modelli in grado di tenere testa alla T-X (un modello creato proprio per abbattere gli altri Terminator). Possiede un endoscheletro molto resistente, in grado di resistere anche al cannone al plasma della T-X.

### Modello 101
Come mostrato in una scena tagliata di Terminator 3 - Le macchine ribelli, il modello 101 è un rivestimento organico basato sull'aspetto del sergente William Candy (sempre interpretato da Arnold Schwarzenegger).
Un'origine completamente differente del modello 101 sotto il profilo fisico e vocale viene descritta nel romanzo Terminator 2: Infiltrator (pubblicato prima dell'uscita di Terminator 3 - Le macchine ribelli) in cui le sembianze di questo esemplare appartengono a un ex agente antiterrorismo, appartenente all'organizzazione segreta Sector, di nome Dieter Rossbach. La ragione per cui Rossbach sarebbe stato replicato è riconducibile al fatto che Skynet stesse controllando i vecchi file militari riservati, al fine di trovare qualcuno che per dimensioni fosse stato idoneo a nascondere la massa endoscheletrica dei T-800 e T-850.

### Cyborg facenti uso del modello 101

#### T-800 (prototipo)/101
Il prototipo del T-800 apparso nelle scene finali di Terminator Salvation fa uso del modello 101.

#### T-800/101
Il modello 101 viene usato su tre T-800:
- Il T-800 avente la missione di uccidere Sarah Connor nel primo film.
- Il T-800 ritornato dal futuro per proteggere John Connor nel secondo film.
- Il T-800 (Guardiano) avente la missione di proteggere Sarah Connor nel quinto film.

#### T-850/101
Il modello 101 viene utilizzato su un T-850 inviato dal futuro da Kate Brewster per proteggere lei stessa e il marito John Connor dagli effetti del "Giorno del giudizio".

## Concezione e sviluppo
La prima apparizione del Terminator era quella di antagonista principale nell'omonimo film del 1984 diretto e co-scritto da James Cameron. Mentre il Terminator originale è stato distrutto, altri cyborg con lo stesso stampaggio di Schwarzenegger (riguardo al modello fisico che viene definito come il Modello 101) sono presenti nei sequel. In Terminator 2 - Il giorno del giudizio, Terminator 3 - Le macchine ribelli, Terminator Genisys e Terminator - Destino oscuro, Schwarzenegger è il protagonista invece che l'antagonista, contrapposto agli altri Terminator inviati da Skynet. In Terminator Salvation, il T-800 appare brevemente come T-RIP (Resistance Infiltrator Prototype) del modello CGI. Nel contesto delle storie, la trama usa vari robot per fornire una certa continuità con i personaggi umani sfruttando la loro familiarità emotiva con un particolare volto "umano" associato ad ogni "modello".
Il titolo Terminator viene utilizzato anche come nome generico per altri personaggi che si fingono umani nell'universo "Terminator", in particolare il mutaforma di metallo liquido T-1000 l'antagonista nel sequel Terminator 2 - Il giorno del giudizio e un T-850 nel sequel non canonico Terminator 3 - Le macchine ribelli.
Nei titoli di coda dei primi tre film di Terminator nella lista il personaggio di Schwarzenegger appare semplicemente come "Terminator" mentre in Terminator Genisys viene accreditato come "Guardiano". In Terminator Salvation, un Terminator che assomiglia a Schwarzenegger creato tramite il viso facciale CGI su Roland Kickinger, necessario poiché al momento i compiti di governatore della California gli impedirono di lavorare al film, viene accreditato come "T-RIP".

### Interpreti
Inizialmente, tra i possibili candidati per il ruolo del Modello 101 figurava anche il nome di Sylvester Stallone, che non prese ruolo nel personaggio, ma questo episodio viene ricordato nel film Last Action Hero - L'ultimo grande eroe; infatti, in una scena dove Schwarzenegger entra in una videoteca, è presente una locandina di Terminator 2, in cui il T-800/101 era incarnato proprio da Stallone.
Schwarzenegger, oltre ad addestrarsi con le armi del Terminator per oltre un mese, impiegò due settimane a smontarle e rimontarle, senza guardare e qualche volta persino bendato, e provando ogni scena fino a 50 volte, fino ad acquisire la pratica necessaria per sembrare una macchina ed entrare approfonditamente nel ruolo per il primo film, facendosi valere apprezzamenti dalla famosa rivista Soldier of Fortune.

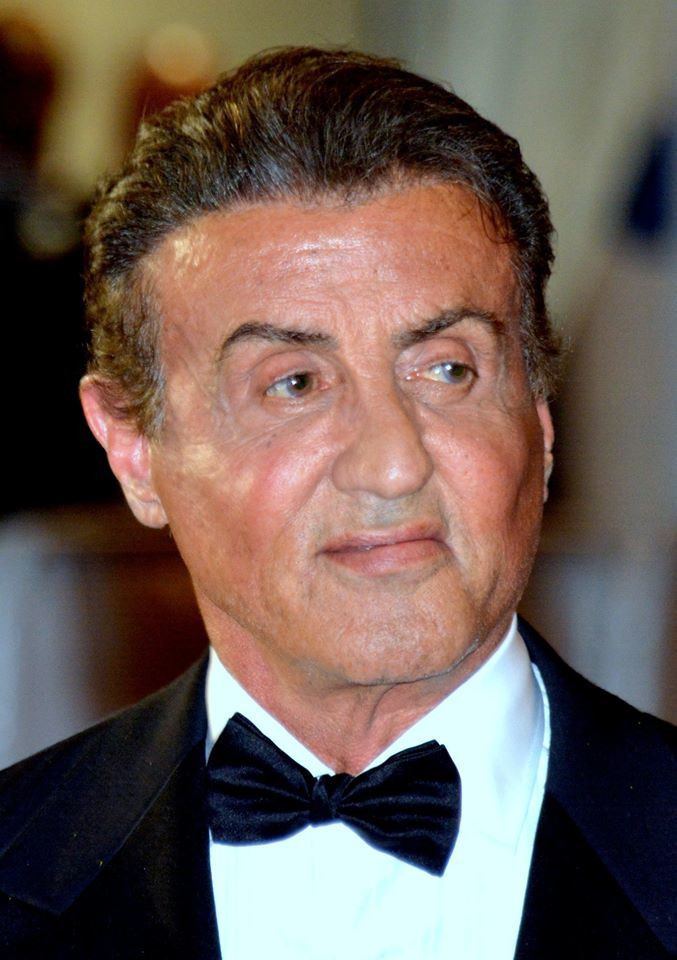
Sylvester Stallone, possibile candidato a interpretare Terminator
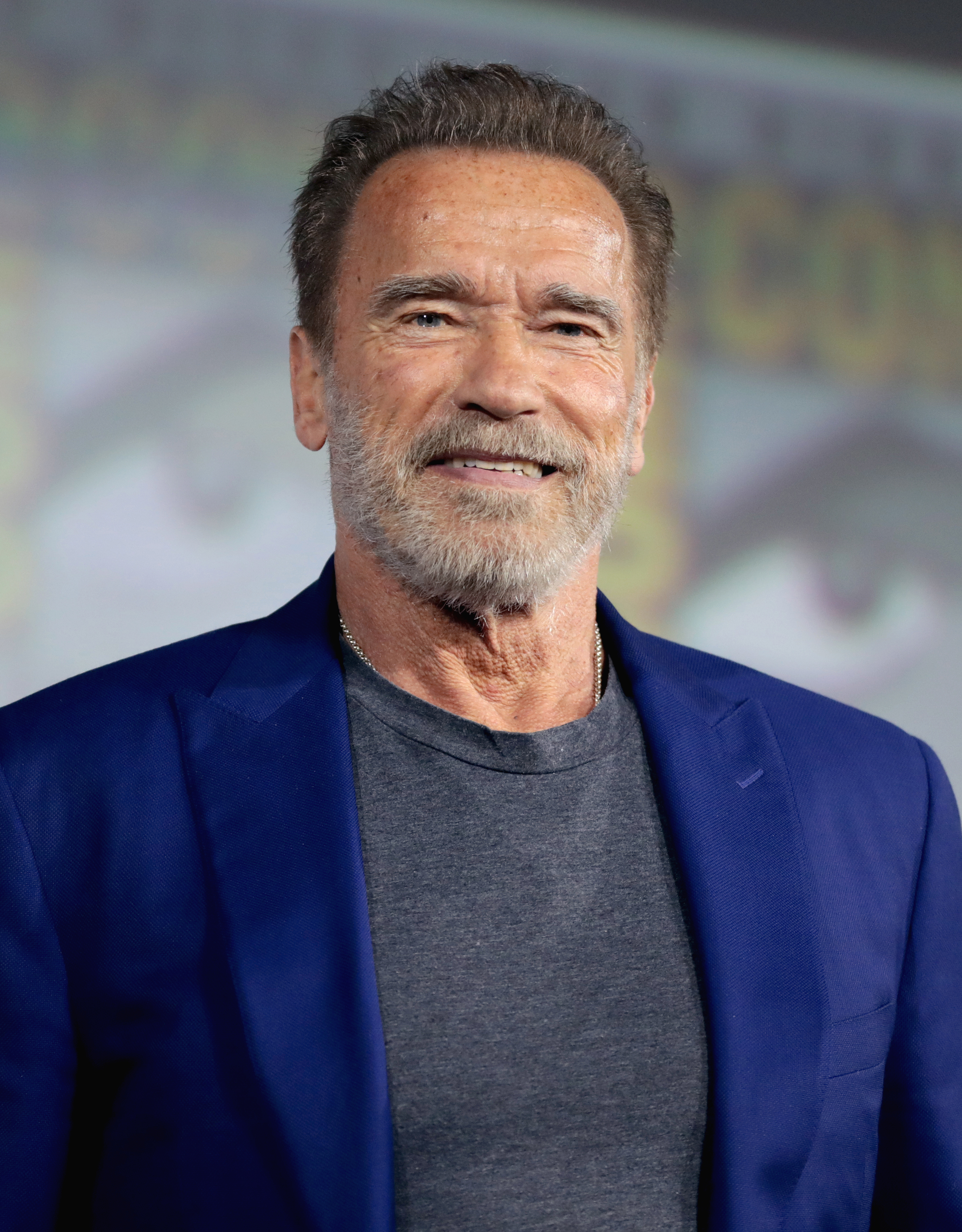
Arnold Schwarzenegger, primo e più celebre interprete di Terminator

## Filmografia

### Cinema
- Terminator (The Terminator), regia di James Cameron (1984)
- Terminator 2 - Il giorno del giudizio (Terminator 2: Judgment Day), regia di James Cameron (1991)
- Terminator 3 - Le macchine ribelli (Terminator 3: Rise of the Machines), regia di Jonathan Mostow (2003)
- Terminator Salvation, regia di McG (2009)
- Terminator Genisys, regia di Alan Taylor (2015)
- Terminator - Destino oscuro (Terminator: Dark Fate), regia di Tim Miller (2019)

### Cortometraggi
- T2 3-D: Battle Across Time, regia di James Cameron, John Bruno e Stan Winston (1996)

### Televisione
- Terminator: The Sarah Connor Chronicles - serie TV (2008-2009)
- Terminator Salvation: The Machinima Series - miniserie animata (2009)
- Terminator Zero - serie animata in stile anime (2024)

## Altri media

### Videogiochi
Il Terminator è un personaggio giocabile del videogioco Mortal Kombat 11 (con l'estensione "Kombat Pack 1"). Nel suo finale, dopo aver sconfitto Kronika ed essersi impossessato del suo potere, il Terminator combatte affinché le macchine non siano mai esistite, modificando il passato con la Klessidra.